# Hansjörg Raffl
Hansjörg Raffl (ur. 29 stycznia 1958 w Valdaora) – włoski saneczkarz startujący w jedynkach oraz w dwójkach, dwukrotny medalista igrzysk olimpijskich, wielokrotny medalista mistrzostw świata i Europy oraz ośmiokrotny zdobywca Pucharu Świata.

## Kariera
Pierwszy sukces w karierze odniósł w sezonie 1978/1979, kiedy zajął drugie miejsce w klasyfikacji generalnej Pucharu Świata w jedynkach. Lepszy wtedy okazał się tylko jego rodak, Paul Hildgartner. W kolejnych latach startował głównie w dwójkach, a jego parterem był Karl Brunner, a od 1982 roku Norbert Huber. Pierwszy wspólny sukces osiągnęli w sezonie 1980/1981, kiedy zajęli drugie miejsce w klasyfikacji generalnej PŚ. Następnie zwyciężali w sezonach 1982/1983, 1984/1985, 1985/1986, 1988/1989, 1989/1990, 1990/1991, 1991/1992 i 1992/1993, w sezonie 1983/1984 ponownie zajęli drugie miejsce, a w sezonach 1986/1987 i 1987/1988 stawali na najniższym stopniu podium.
W 1983 roku zdobył swój pierwszy medal, zajmując drugie miejsce w dwójkach na mistrzostwach świata w Lake Placid. W tej samej konkurencji w kolejnych latach zdobyli też złoty medal na mistrzostwach świata w Calgary (1990), srebrne na mistrzostwach świata w Winterbergu (1989) i mistrzostwach świata w Calgary (1993) oraz brązowy podczas mistrzostw świata w Winterbergu (1991). Cztery razy zdobywał też medale w konkurencji drużynowej: złoty podczas MŚ 1989, srebrny na MŚ 1990 oraz brązowe na MŚ 1991 i MŚ 1993. Wielokrotnie zdobywał medale mistrzostw kontynentu, w tym złote w dwójkach na mistrzostwach Europy w Winterbergu w 1992 roku oraz rozgrywanych dwa lata później mistrzostwach Europy w Königssee.
Z pięciu startów olimpijskich najlepszy wynik osiągnął podczas igrzysk olimpijskich w Lillehammer w 1994 roku, gdzie zdobył srebrny medal. Dwa lata wcześniej, na igrzyskach w Albertville, Raffl i Huber zajęli trzecie miejsce. Był też między innymi piąty w tej konkurencji na igrzyskach w Lake Placid w 1980 roku.
Po zakończeniu kariery został trenerem.

## Osiągnięcia

### Igrzyska olimpijskie
| Rok  | Miejsce     | Jedynki | Dwójki |
| ---- | ----------- | ------- | ------ |
| 1980 | Lake Placid |         | 5.     |
| 1984 | Sarajewo    |         | 6.     |
| 1988 | Calgary     | 8.      |        |
| 1992 | Albertville |         | 3.     |
| 1994 | Lillehammer |         | 2.     |

### Puchar Świata

#### Miejsca na podium w klasyfikacji generalnej
| Sezon     | Miejsce | Miejsce |
| Sezon     | Jedynki | Dwójki  |
| --------- | ------- | ------- |
| 1978/1979 | 2.      |         |
| 1980/1981 |         | 2.      |
| 1982/1983 |         | 1.      |
| 1983/1984 |         | =2.     |
| 1984/1985 |         | 1.      |
| 1985/1986 |         | 1.      |
| 1986/1987 |         | 3.      |
| 1987/1988 |         | =3.     |
| 1988/1989 |         | 1.      |
| 1989/1990 |         | 1.      |
| 1990/1991 |         | 1.      |
| 1991/1992 |         | 1.      |
| 1992/1993 |         | 1.      |